# فاناديوم
الفاناديوم عنصرٌ كيميائي رمزه V وعدده الذرّي 23، وهو ينتمي إلى عناصر المستوى الفرعي d ويقع على رأس عناصر المجموعة الخامسة في الجدول الدوري؛ ويُصنَّف كيميائياً ضمن الفلزّات الانتقالية. الفاناديوم فلزٌّ ذو لون رمادي فضّي، وهو قابل للسحب وللطرق. من النادر العثور على هذا الفلزّ على هيئة عنصرٍ حرٍّ في الطبيعة، ولكن عند عزله صناعياً تتشكّل طبقة مُخَمّلة من الأكسيد على سطحه، والتي تقيه من الأكسدة اللاحقة.
ظنّ أندريس مانويل ديل ريو أثناءَ تنقيبه عن معادن الرصاص في المكسيك سنة 1801 أنه اكتشف فلزّاً جديداً في عيّنةٍ لمعدنٍ جديدٍ؛ ودعمت التحاليل الأولية ذلك الاعتقاد، إلّا أنّه جرى إقناعه من بعض زملائه الكيميائيّين -خطأً- أنّ العيّنة تابعةٌ لعنصر الكروم. تمكّن نيلز غابرييل سيفستروم لاحقاً من تأكيد اكتشاف العنصر الجديد، وأطلق عليه اسم «فاناديوم» المشتقّ من «فاناديس»، وهو اسم من أسماء «فريا» آلهة الجمال والخصوبة في الأساطير الإسكندنافية.
يوجد الفاناديوم طبيعيّاً في قرابة 65 معدناً، وأغلب استخراجه في الصين وروسيا من الخبث الناتج أثناء عمليّات صهر الفولاذ؛ أو ناتجاً ثانوياً أثناء عمليّات تعدين اليورانيوم. يُستخدَم الفاناديوم استخدامًا رئيسًا لإنتاج السبائك، وخاصّةً سبائك الفولاذ، مثل فولاذ القطع السريع؛ كما يُستخدَم أيضاً في إنتاج بعض سبائك الألومنيوم والتيتانيوم. أشهر مركّبات الفاناديوم الكيميائية هو أكسيد الفاناديوم الخماسي (خماسي أكسيد الفاناديوم)، والذي يُستخدَم حفّازاً في إنتاج حمض الكبريتيك. من جهةٍ أخرى يمكن أن تُستعمَل بطّاريات الفاناديوم من أجل تخزين الطاقة.
توجد كمّيّات معتبرة نسبياً من أيونات (شوارد) الفاناديوم في بعض الكائنات الحيّة؛ كما يدخل في تركيب المواقع النشطة في مركز إنزيم بروموبيروكسيداز، الموجود في بعضٍ من أشكال الحياة البحرية مثل الطحالب. من جهةٍ أخرى للفاناديوم وبعض مركباته سمّيّة متوسّطة.

## التاريخ

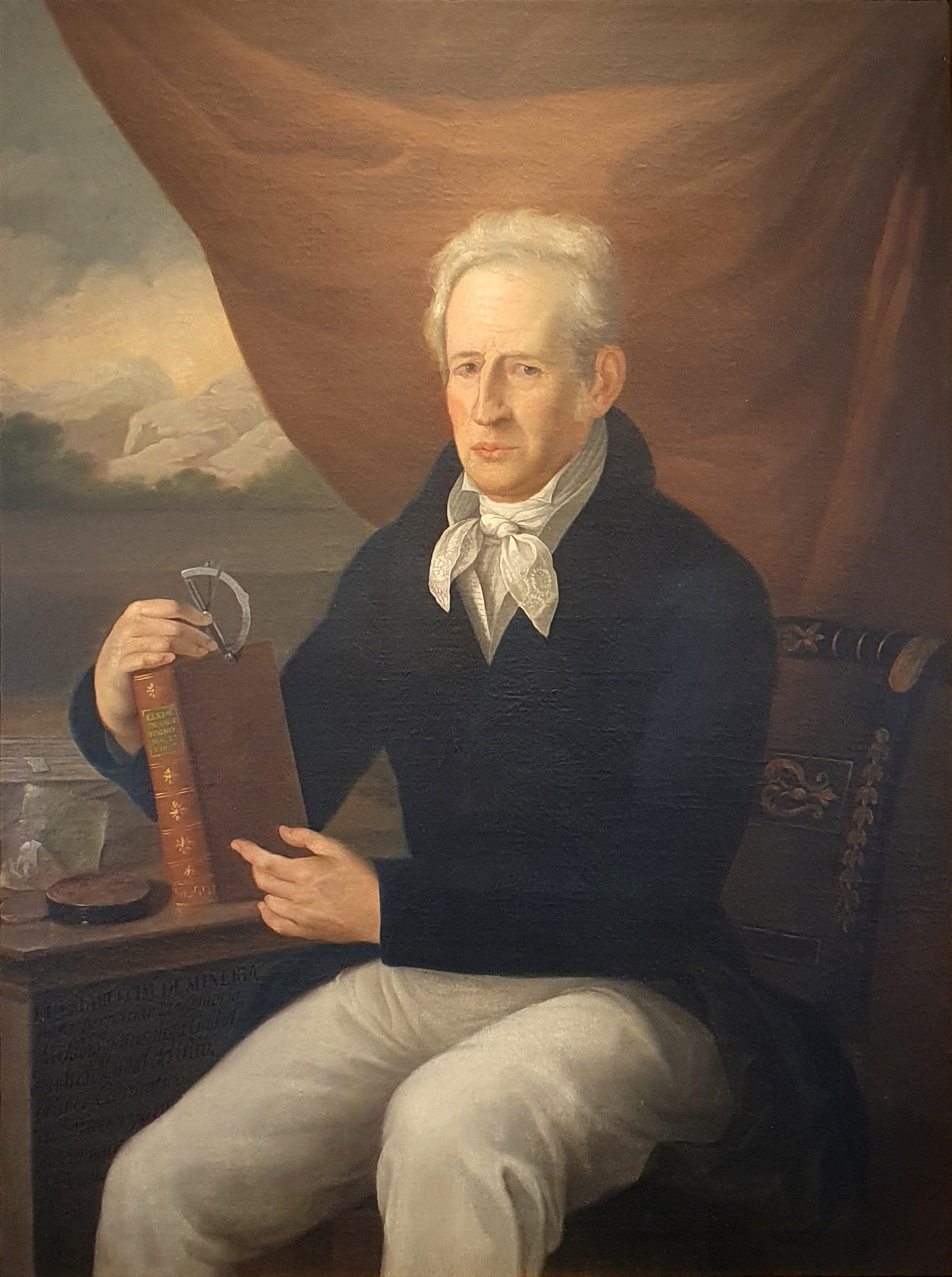
أندريس مانويل ديل ريو

يعود اكتشاف عنصر الفاناديوم إلى عالم المعادن أندريس مانويل ديل ريو، والذي اكتشفه عندما كان ينقّب عن خامات معادن الرصاص في المكسيك سنة 1801. استخرج ديل ريو هذا الفلز من خامةٍ أطلق عليها حينها اسم «الرصاص البنّي»، والتي أطلق عليها لاحقاً بعد سنوات اسم فانادينيت. وَجَد ديل ريو أن لأملاح هذا المعدن طيفٌ واسعٌ من الألوان، ونتيجةً لذلك اقترح أوّلاً تسمية هذا العنصر: «بانركوميوم» (من الكلمة الإغريقية παγχρώμιο (بانكروميو) بمعنى «كل الألوان»)؛ ثم غيّر لاحقاً اقتراح التسمية ليصبح على الشاكلة «إريثرونيوم»، وذلك من الكلمة الإغريقية ερυθρός (إريثروس) بمعنى «أحمر»، لأنّ أغلب أملاحه ينقلب لونها إلى الأحمر إبّان التسخين أو من المعالجة مع الأحماض. ولكن في سنة 1805 شكّكَ الكيميائي هيبوليت-فكتور كوليه-ديكوتيل، مدعوماً برأي البارون ألكسندر فون هومبولت، صديق ديل ريو، بأنّ العنصر الجديد المكتَشف ما هو إلا عيّنة غير نقيّة من عنصر الكروم. فما كان من ديل ريو إلّا أن تراجع عن رأيه، واستجاب لوجهة نظر كوليه-ديكوتيل وسحب ادّعائه باكتشاف عنصرٍ جديدٍ. إلّا أنّه في وقتٍ لاحقٍ في سنة 1831 استطاع الكيميائي السويدي نيلز غابرييل سيفستروم إعادة اكتشاف هذا العنصر على هيئة أكسيدٍ جديدٍ عثر عليه أثناء عمله على خام الحديد. ثمّ تمكّن فريدرش فولر من تأكيد أنّ العنصر الذي أعلن عنه سيفستروم هو بالفعل عائدٌ إلى عنصرٍ جديد، ولكنّه العنصرَ ذاتَه الذي أعلن ديل ريو عن اكتشافه سابقاً. أطلق سيفستروم على العنصر الجديد اسم «فاناديوم»، وذلك اشتقاقاً من الاسم النوردي القديم «فاناديس»، وهو من أسماء «فريا»، وهي آلهة الجمال والخصوبة في الأساطير الإسكندنافية؛ وذلك لأنّ المركّبات الكيميائية لهذا العنصر ذات ألوانٍ باهيةٍ زاهيةٍ جميلة. اقترح الجيولوجي جورج وليام فانشو سنة 1831 أن تعاد تسمية هذا العنصر لتصبح على الهيئة «ريونيوم» تكريماً لذكرى ديل ريو، إلّا أنّ هذا الاقتراح لم يدخل حيّز التنفيذ.
نشر بيرسيليوس تقريراً عن تمكّنه من عزل الفلزّ الجديد؛ إلّا أنّ هنري روسكو بيّن أن الناتج عائدٌ إلى النتريد، وليس الفلزّ النقي؛ والذي تمكّن روسكو لاحقاً من إنتاجه في سنة 1867 من عملية اختزال لمركّب كلوريد الفاناديوم الثنائي VCl2 بواسطة غاز الهيدروجين. في سنة 1927 طُوّرت وسيلة أسهل للحصول على فلزّ الفاناديوم النقي، وذلك من اختزال أكسيد الفاناديوم الخماسي (خماسي أكسيد الفاناديوم) باستخدام الكالسيوم.
كان أوّل استخدامٍ صناعيٍّ واسع النطاق من الفاناديوم في مجال صناعة سبائك الفولاذ المستخدَمة في تركيب هياكل النماذج الأولى من سيّارة فورد موديل تي؛ إذ كان فولاذ الفاناديوم يتمتّع بخواصٍ هندسيّةٍ مميّزة. كانت المناجم التي يُستخرَج منها الفاناديوم في البداية قليلة، ولكن نظراً لمرافقة الفاناديوم لليورانيوم في خاماته، مثل معدن الكارنوتيت، لذلك أصبح من الشائع الحصول على الفاناديوم ناتجاً ثانوياً من عمليات استخراج اليورانيوم منذ العقود الأولى في القرن العشرين.

## الوفرة الطبيعية

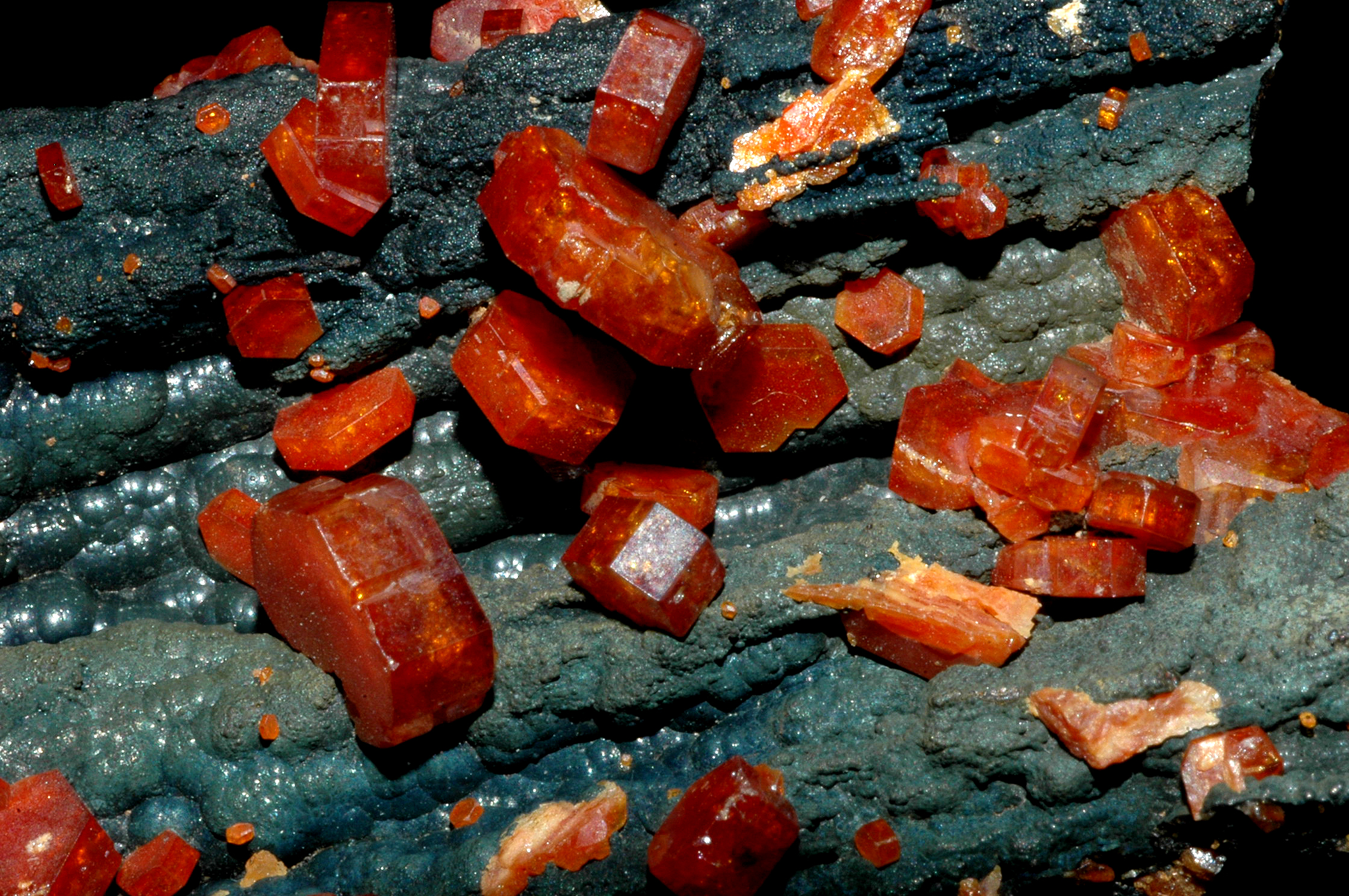
فانادينيت

تبلغ وفرة الفاناديوم في الكون مقدار 0.0001%، وهي مقاربة نسبياً لمقدار وفرة عنصرَي النحاس أو الزنك. يمكن الكشف عن الفاناديوم مطيافياً في ضوء الشمس وأحياناً في ضوء بعض النجوم.
يعدّ الفاناديوم من العناصر الشائعة على مقياس الوفرة، إذ يبلغ تركيزه في القشرة القارّية قرابة 120 جزء في المليون (ppm). يأتي الفاناديوم في المرتبة العشرين وفقاً لترتيب الوفرة الطبيعية للعناصر الكيميائية في القشرة الأرضية؛ ولكنّ فلزّ الفاناديوم على شكله الحر الطبيعي (يعرف باسم «فاناديوم طبيعي») نادر الوجود؛ بالمقابل، فإنّ الفاناديوم يوجد طبيعياً على شكل مركّبات كيميائية في زهاء 65 معدناً مختلفاً. ولكن على الرغم من وفرة الفاناديوم النسبية، إلّا أنّ وجود مكامن وتوضّعات لهذا الفلز بتراكيز كبيرة أمرٌ نادر. يوجد الفاناديوم في معادنه غالباً على شكل فانادات، ومن أهم تلك المعادن كلٌّ من الفانادينيت والديكلوازيت والكارنوتيت؛ بالإضافة إلى الباترونيت، وهو كبريتيد الفاناديوم.
في بدايات القرن العشرين اكتُشِفَت توضّعات كبيرة من خامات الفاناديوم في منجم ميناس راغرا بالقرب من مدينة سيرو دي باسكو في البيرو. يحوي ذلك الموقع على توضّعات من معدن الباترونيت، والذي بقي لعدّة سنوات المصدر الرئيسي للفاناديوم في السوق العالمي. مع ازدياد الطلب العالمي على معدن الكارنوتيت، الحاوي بالإضافة إلى اليورانيوم على الفاناديوم في تركيبه، أصبح الحصول على الفاناديوم ممكناً على هيئة ناتجٍ ثانويٍّ أثناء عمليّات تعدين اليورانيوم. كما بدأ التوجّه إلى البحث عن مصادر جديدة لاستحصال هذا الفلز؛ إذ يمكن الحصول عليه من الماغنيتيت الحامل للفاناديوم الموجود في صخور غابرو فوق المافية؛ والتي عند استخدامها لإنتاج الحديد فإنّ أغلب الفاناديوم يذهب إلى الخَبَث، ويُستخرَج الفاناديوم منه. يقع محتوى الفاناديوم في خامات الماغنيتيت التيتانية غالباً بين 0.3% إلى 0.8%؛ ولكن يمكن أن يصل تركيزه في بعض الخامات القادمة من جنوب أفريقيا إلى قرابة 1.7%.
يوجد الفاناديوم أيضاً على شكل شوائب في خامة البوكسيت، المصدر الرئيسي لإنتاج الألومنيوم، وكذلك في مكامن النفط الخام والفحم الحجري والصخر الزيتي والنفط الرملي؛ كما يوجد الفاناديوم أيضاً في الطَّفَل الصفحي الأسود. قد يصل تركيز الفاناديوم في النفط الخام إلى قرابة 1200 جزء في المليون (ppm)؛ وهو ما يعادل تقريباً 0.1%؛ ومن البلدان المنتجة للنفط الحاوية على تركيز مرتفع من الفاناديوم كلّ من فنزويلا وكندا. عندما تحرق المنتجات النفطية الحاوية على تراكيز مرتفعة من هذا الفلز فإنّ ذلك يسبّب تآكلاً في المحركّات والمراجل. وعند احتراق مصادر الوقود الأحفوري تلك يتحرّر الفاناديوم على شكل جسيمات إلى الغلاف الجوّي. يحوي ماء البحر على كمّيّات معتبرة من أيون الفاناديل، إذ يصل متوسّط التركيز أحياناً إلى 30 نانو مولار، أي ما يعادل 1.5 مغ/م3؛ كما تحوي بعض الينابيع المعدنية على تراكيز مرتفعة من ذلك الأيون، مثلما هو الحال في الينابيع القريبة من جبل فوجي، والتي يصل فيها تركيزه إلى 54 ميكروغرام لكلّ لتر.

## الاستخراج والإنتاج

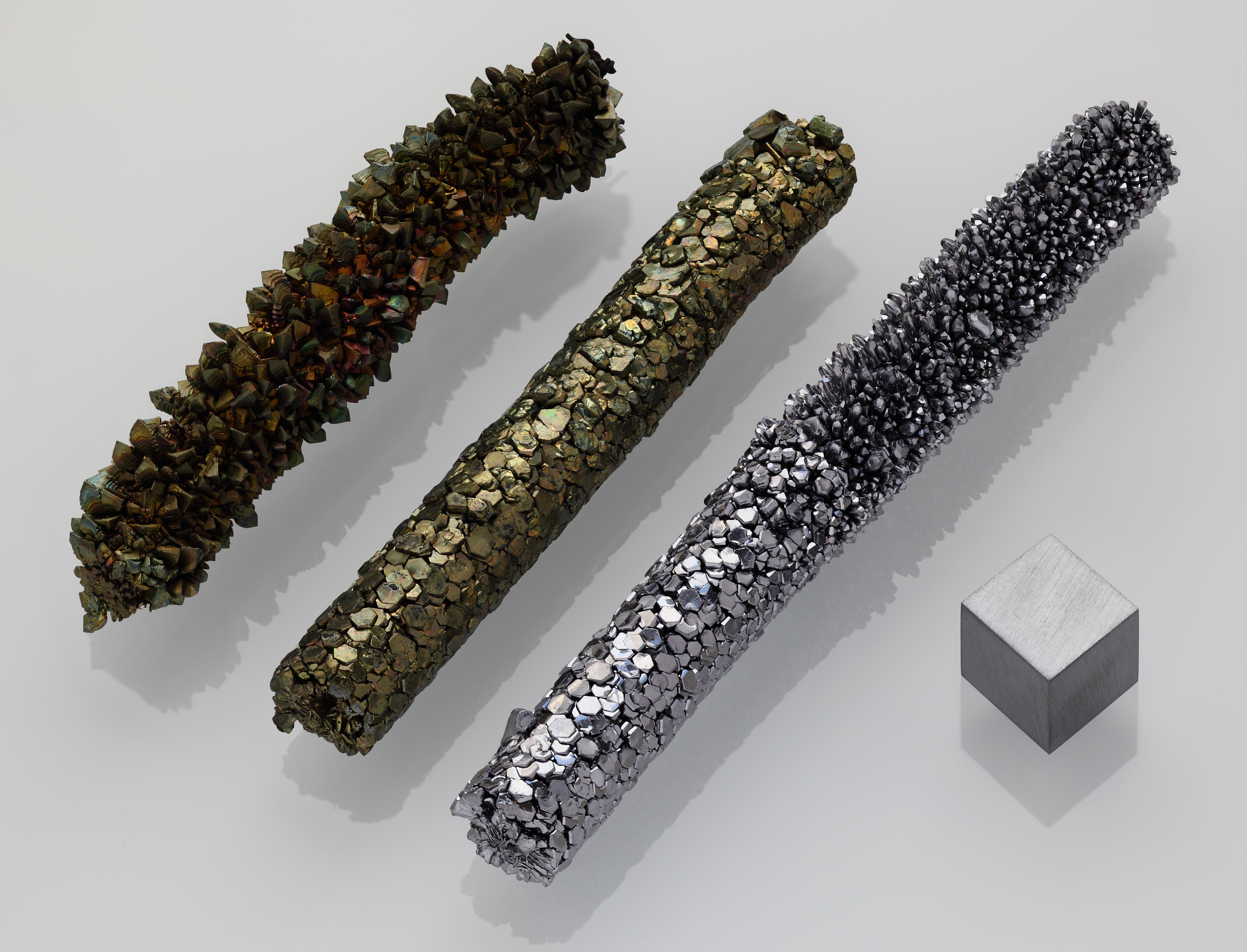
فاناديوم نقيّ مُستحصَل بطريقة القضيب البلّوري، وتظهر عليه بلورات متغصّنة بعدّة درجات أكسدة مختلفة على السطح، مع وجود مكعّب بنقاوة 99.95% للمقارنة.

يُستخرَج الفاناديوم بشكلٍ أساسيٍّ من جنوب أفريقيا وشماليّ غربيّ الصين وشرقيّ روسيا؛ وفي سنة 2013 شكّلت هذه الدول الثلاث المصدر الرئيسي لأكثر من 97% من إنتاج الفاناديوم، الذي بلغ حينها قرابة 79 ألف طنّ. يمكن استخراج الفاناديوم من خاماته، مثل الكارنوتيت أو الباترونيت؛ إلّا أنّه توجد العديد من الوسائل الأخرى والتي يكون فيها الفاناديوم ناتجاً ثانوياً من عمليّات أخرى، مثل تعدين اليورانيوم أو استخراج النفط أو إنتاج الحديد. تمثّل تلك العمليات حالياً الأسلوب الرئيسي للحصول على الفاناديوم، وخاصّةً من عمليّة إنتاج الحديد في الفرن اللافح من خامة الماغنيتيت الحاملة للفاناديوم. في المرحلة الأولى يكون هذا الفلزّ موجوداً في الحديد الصب أوّلاً؛ ثمّ عند المعالجة اللاحقة للحصول على الفولاذ ينتهي المطاف به في الخَبَث. واعتماداً على نوع الخامة المستعمَلة يمكن أن يصل محتوى الفاناديوم في الخبث إلى قرابة 25%. أمّا الفاناديوم المُستحصَل أثناء استخراج النفط فتُمزَج خامته مع الماء ومع نترات المغنيسيوم من أجل الحصول على مُستحلَب، والذي يعالج لاحقاً من أجل استخراج الفاناديوم منه.
يُستحصَل على الفاناديوم بعمليّة متعدّدة الخطوات تبدأ بتحميص الخامة المسحوقة مع كلوريد الصوديوم أو كربونات الصوديوم عند زهاء الدرجة 850 °س، ليُستحصَل على مركّب ميتّا فانادات الصوديوم NaVO3 المنحلّ. يُحَمّض المُستخلَص المائي من المادّة الأخيرة من أجل الحصول على ما يدعى باسم «الكعكة الحمراء»، والتي يتألّف تركيبها من أملاح متعدّدة الفانادات؛ والتي تُحمَّص إلى خماسي أكسيد الفاناديوم؛ ثمّ تُجرى في النهاية عملية اختزال بفلز الكالسيوم.
{\displaystyle \mathrm {V_{2}O_{5}+5\ Ca\longrightarrow 2\ V+5\ CaO} }

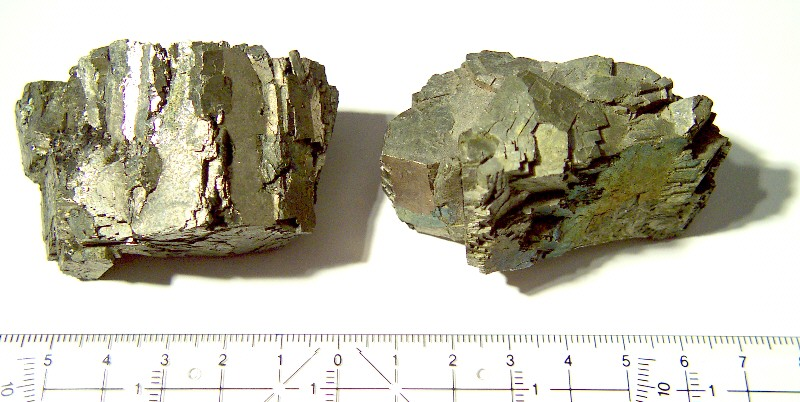
قطع من الفرّوفاناديوم

يمكن أن تُجرَى عمليّات تنقية الفاناديوم وفق طريقة القضيب البلّوري، التي طوّرها كلّ من أنطون إدوارد فان أركل ويان هندريك دي بوير سنة 1925 لتنقية التيتانيوم أساساً؛ والتي يمكن أن تُطبَّق من أجل تنقية فلزّات أخرى، وذلك اعتماداً على التفاعل مع اليود لتشكيل اليوديد الموافق، ثمّ بالتفكيك الحراري له. في هذه الحالة يتشكّل بتفاعل اليود مع الفاناديوم مركّب يوديد الفاناديوم الثلاثي:
{\displaystyle \mathrm {2\ V+3\ I_{2}\rightleftharpoons 2\ VI_{3}} }

### السبائك
يُستخدَم أغلب الفاناديوم في إنتاج السبائك مع الحديد في صناعة الفولاذ، ويدعى ذلك الصنف من السبائك باسم «فرّوفاناديوم»؛ والذي يمكن أن يُستحصَل مباشرٍة في أثناء إنتاج فلزّ الفاناديوم، وعندها يضاف في أثناء عملية الاختزال في الفرن الكهربائي كلٌّ من أكسيد الفاناديوم والحديد وأكاسيده.

## النظائر
للفاناديوم ستّة وعشرون نظيراً تتراوح أعدادها الكتلية بين 40 و65، ومن بين هذه النظائر هنالك نظيرٌ مستقرٌّ واحدٌ وهو فاناديوم-51 51V، بالإضافة إلى وجود نظيرٍ مشعٍّ شبه مستقر وهو النظير فاناديوم-50 50V، والذي لديه عمر نصف طويل جداً مقداره 2×1017 سنة، ممّا يجعله عملياً نظيراً مستقرّاً، وبوفرة طبيعية مقدارها 0.25%. للنظير فاناديوم-51 51V عدد كم مغزلي مقداره 7⁄2، لذلك فهو مفيدٌ في قياسات مطيافية الرنين المغناطيسي النووي.
إنّ أكثر نظائر الفاناديوم المشعّة استقراراً هو النظير فاناديوم-49 49V بعمر نصف مقداره 330 يوم؛ يليه النظير فاناديوم-48 48V بعمر نصف مقداره 16 يوم. أمّا لباقي النظائر المشعّة أعمار نصف أقلّ من ساعة واحدة، وأغلبها دون عشر ثوان. أقلّ هذه النظائر المشعّة استقرارا هو النظير فاناديوم-42 42V بعمر نصف أقلّ من 55 نانوثانية. هنالك أربعة نظائر تخضع لعملية تصاوغ نووي، بما فيها النظير فاناديوم-60 60V، والذي لديه حالتا ميتّا (حالتا شبه استقرار)، ممّا يجعل حالات شبه الاستقرار الكلّية خمسة بالإجمال. إنّ نمط الاضمحلال الأساسي للنظائر التي لها عدد كتلة أقلّ من النظير المستقرّ 51V هو عملية اصطياد إلكترون متحوّلةً بذلك إلى نظائر التيتانيوم الموافقة. بالمقابل، فإنّ النظائر المشعّة الأثقل من 51V تتحوّل عن طريق اضمحلال بيتا إلى نظائر الكروم الموافقة.

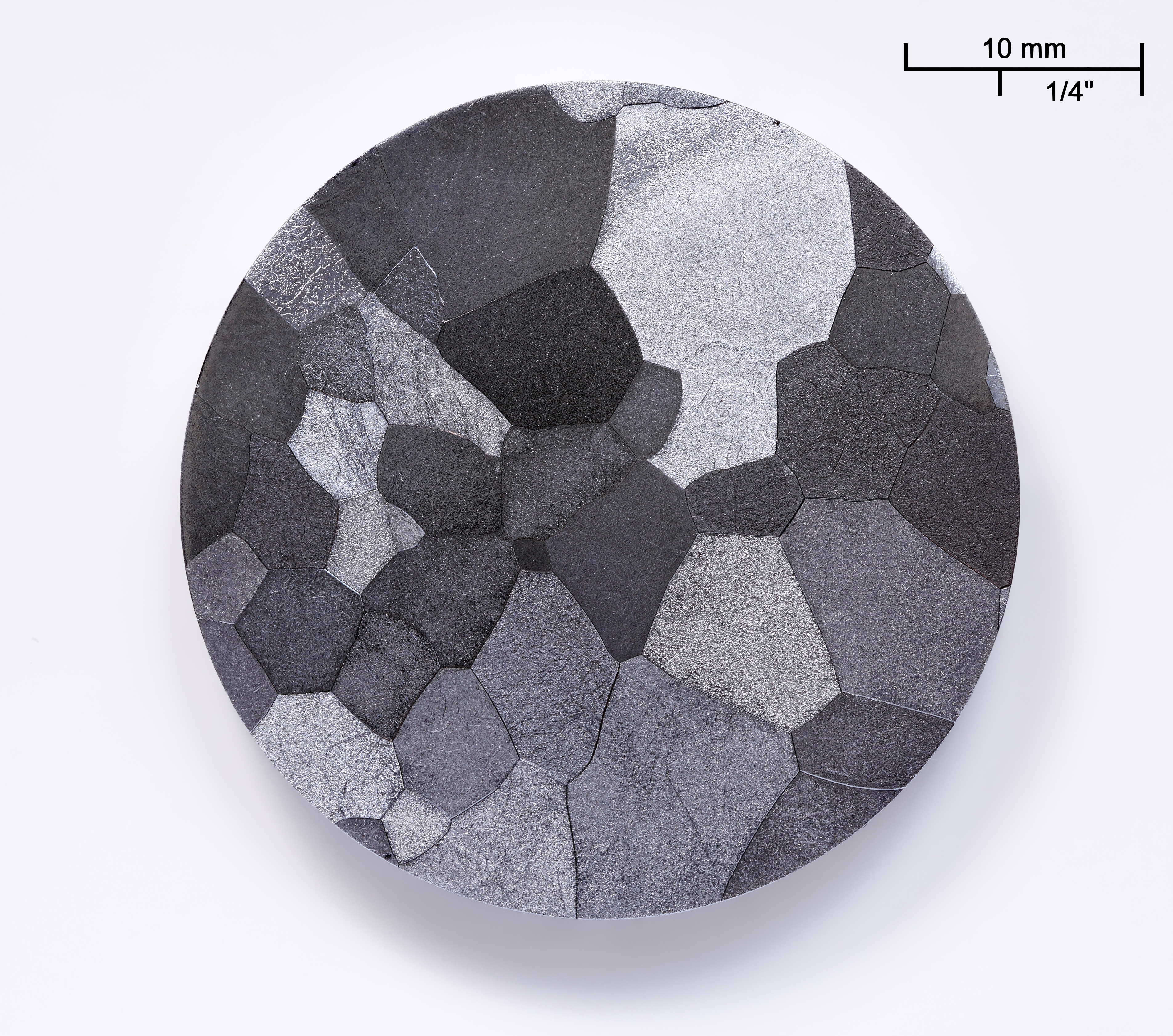
عيّنة فاناديوم ذات نقاوة مرتفعة (99.95 %) معالَجة سطحياً بتقنية الحزمة الإلكترونية ومُنَمّشة ماكروئياً.

## الخواص الفيزيائية
الفاناديوم فلزٌّ ذو لون فولاذي أزرق متوسّط الصلادة في الظروف القياسية من الضغط ودرجة الحرارة. تصفُ بعض المصادر الفاناديوم بأنه طري، وذلك ربّما يعود لمطواعيته ولقابليته للسحب والطرق؛ ولكنّه ليس هشّاً قابلاً للتقصّف. لا يمتلك الفاناديوم خواصّاً مغناطيسية، وله كثافة مقدارها 6.11 غ/سم3. تبلغ نقطة انصهار الفاناديوم مقدار 1910 °س، ولكن عند وجود شوائب من الكربون بمقدار يقترب من 10% تكون نقطة الانصهار عند قرابة 2700 °س.
يتبلور الفاناديوم وفق نظام بلّوري مكعّب مركزيّ الجسم، وتكون فيه الزمرة الفراغية من النمط Im3m؛ أمّا ثابت الشبكة البلّورية فمقداره 302.4 بيكومتر، مع وجود وحدتي صيغة لكلّ وحدة خليّة. تحت درجة الحرارة 5.13 كلفن يصبح الفاناديوم ذا موصلية فائقة، ودون تلك الدرجة أيضاً تبدي القطع المتناهية في الصغر من الفاناديوم، والتي يصل فيها عدد الذرّات إلى ما يقارب 200 ذرّة، خواصّاً غير مألوفة من الاستقطاب الكهربائي، والتي تظهرها اللافلزّات بالعادة.

## الخواص الكيميائية
الفاناديوم فلزٌّ غير نبيل، وتتشكّل على سطحه طبقة مخمّلة رقيقة من الأكسيد، والتي تقيه من الأكسدة اللاحقة بدايةً، بالشكل الذي يمكن أنّ يبقى فيه هذا الفلزّ عرضةً للهواء لعدّة أسابيع من غير أن يفقد لمعانه؛ إلّا أنّ التعرّض لفتراتٍ أطول يؤدّي إلى ظهور صدأ أخضر؛ لذلك ينبغي حفظ الفاناديوم لفترات تخزين طويلة تحت غاز خامل من الآرغون على سبيل المثال. للفاناديوم مقاومةٌ جيّدةٌ لتأثير القلويّات ولتأثير حمضي الكبريتيك والهيدروكلوريك؛ ولا يهاجَم إلّا من حمض الهيدروفلوريك، ومن الأحماض المؤكسدة القويّة مثل حمض النتريك الساخن والمركّز، وكذلك من الماء الملكي.
يتفاعل الفاناديوم مع الكربون والنتروجين عند درجات حرارة مرتفعة تقارب 1500 °س، وهي قريبة من درجة حرارة التوهّج الأبيض للفلزّ؛ أمّا التفاعل مع الهالوجينات النشطة مثل الفلور أو الكلور فيحدث حتّى عند درجات حرارة معتدلة. الفاناديوم قادرٌ على امتصاص غاز الهيدروجين حتّى عند درجات حرارة مرتفعة تصل إلى 500 °س؛ ونتيجةً لذلك يصبح الفلز هشّاً وعرضةً للتقصّف؛ أمّا تحرير غاز الهيدروجين الممتصّ فيحدث عند درجة حرارة تقارب 700 °س وتحت الفراغ.

### المركبات الكيميائية

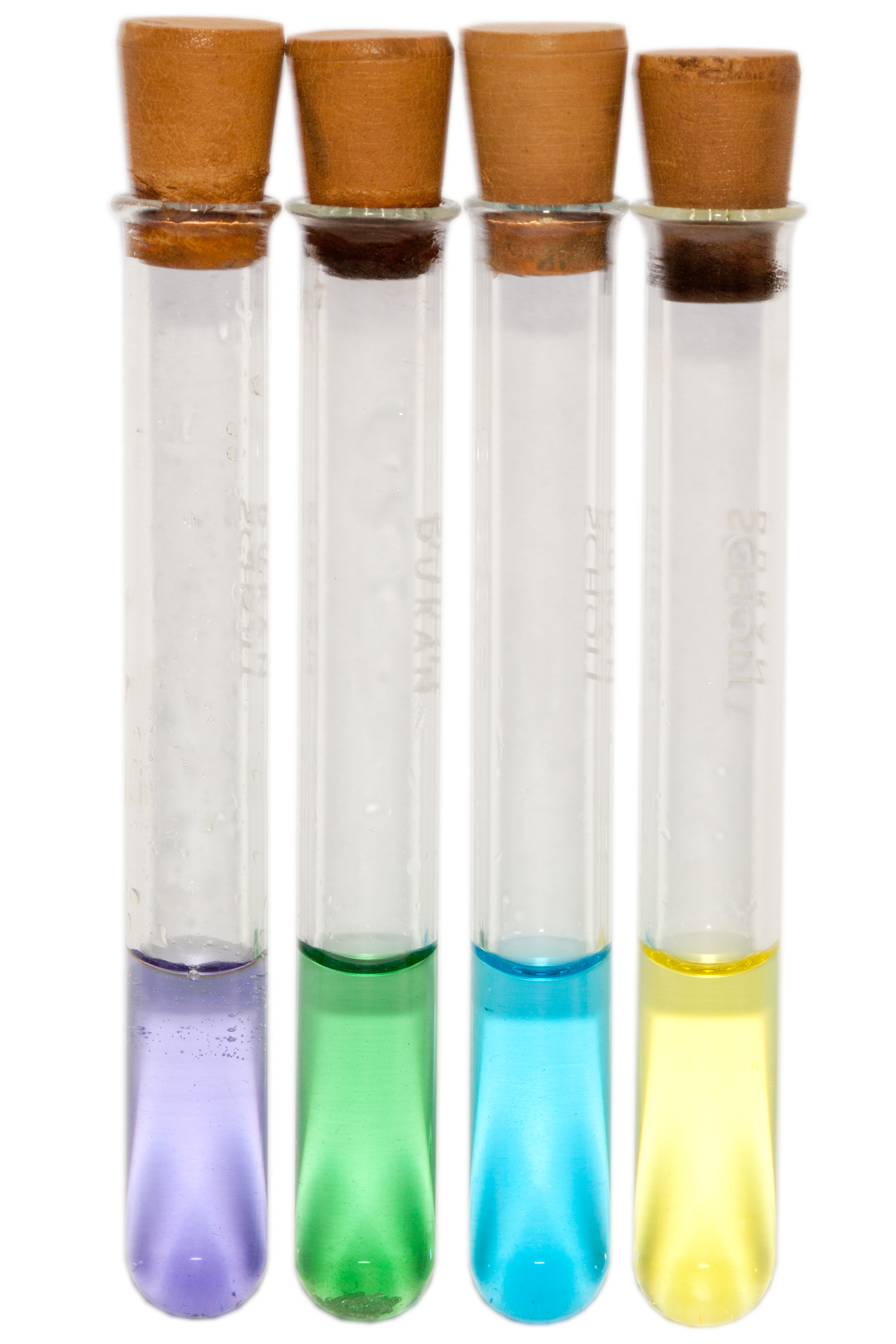
الفاناديوم بحالات أكسدة وألوان محاليل مختلفة؛ من اليسار:
^{2+}[V(H_{2}O)_{6}] (ليلكي)،
^{3+}[V(H_{2}O)_{6}] (أخضر)،
^{2+}[VO(H_{2}O)_{5}] (أزرق)،
^{3+}[VO(H_{2}O)_{5}] (أصفر).

ما يميّز كيمياء الفاناديوم هو المقدرة على الحصول على محاليل مائية مستقرّة منه بعدّة حالات أكسدة مختلفة ومتجاورة، تقع قيمها في مجال من 2+ إلى +5. إذ يشكّل الفاناديوم معقّدات مائية تختلف ألوانها مع اختلاف حالة الأكسدة، ومع اختلاف عدد ربيطات الماء وموقعها في كرة التناسق، وحسب pH الوسط. وتلك المعقّدات هي: المعقّد 2+ [V(H2O)6] ذو اللون الليلكي بحالة الأكسدة +2؛ والمعقّد 3+ [V(H2O)6] ذو اللون الأخضر بحالة الأكسدة +3؛ والمعقّد 2+ [VO(H2O)5] ذو اللون الأزرق بحالة الأكسدة +4؛ والمعقّد 3+ [VO(H2O)5] ذو اللون الأصفر بحالة الأكسدة +5. يمكن الحصول على الفاناديوم بحالات الأكسدة المختلفة المذكورة من عملية اختزال لمركّب ميتّافانادات الأمونيوم باستخدام فلزّ الزنك. تعدّ مركّبات الفاناديوم الثنائي من المختزِلات، أمّا مركّبات الفاناديوم الخماسي فهي من المؤكسِدات. من جهةٍ أخرى، توجد مركّبات الفاناديوم الرباعي عادةً على هيئة مشتقّات أيون الفاناديل 2+VO.

#### اللاعضوية
الأنيونات الأكسجينية
يشكّل الفاناديوم الخماسي في المحاليل المائية طيفاً واسعاً من الأنيونات الأكسجينية، الأمر الذي بُرهِنَ عليه باستخدام مطيافية الرنين المغناطيسي النووي. تبدو علاقة التداخل بين تلك الأنواع الكيميائية، التي يبلغ عددها 11 على الأقلّ، ظاهرةً في ما يعرف باسم «مخطّط السيطرة»، والذي يعتمد على إظهار الأنواع المسيطرة في وسط المحلول المائي اعتماداً على التركيز وعلى pH الوسط. يعدّ أيون أورثو فانادات رباعي السطوح 3−VO4 النوع الكيميائي الرئيسي المسيطر في الأوساط القاعدية التي لها قيمة pH تقع بين 12-14. نظراً للتشابه بين الفاناديوم الخماسي مع الفوسفور الخماسي من حيث الحجم والشحنة الكهربائية، فإنّ السلوك الكيميائي وبنية أيون أورثو الفانادات يُسخَّران من أجل دراسة الإنزيمات الفوسفوريلية بالأشعّة السينية، ومن أجل دراسة الكيمياء الحيوية للفوسفات.

مخطط بوربيه للفاناديوم في الماء مظهراً جهد الأكسدة والاختزال بين الأنواع المختلفة للفاناديوم في حالات أكسدة مختلفة.

عند قيم pH أخفض يتشكّل كلّ من أحادي القسيمة (المونومر) 2−[HVO4] وثنائي الوحدات (الديمر) 4−[V2O7]، ويكون النوع الأول مسيطراً في التراكيز المنخفضة من الفاناديوم (التراكيز الأقلّ من 10−2 مولار). يعدّ تشكّل أيون ثنائي الفانادات مناظراً لتشكّل أيون ثنائي الكرومات. مع الانخفاض الأكبر في قيم pH الوسط تزداد فرص حدوث عمليات البرتنة والتكاثف لتشكيل متعدّد الفانادات. عند قيم pH واقعة بين 4-6 يكون الأيون −[H2VO4] مسيطراً عند تراكيز تفوق 10−4 مولار؛ مع ازدياد الفرصة لتشكّل ثلاثيّات ورباعيّات الوحدات عند تراكيز مرتفعة. أمّا عند قيم pH واقعة بين 2-4 فإنّ أيون عشاري الفانادات هو الذي يكون مسيطراً. تمثّل المعادلة الكيميائية التالية تشكّل عشاري الفانادات من أورثو الفانادات في الأوساط الحمضية:
{\displaystyle {\ce {10[VO4]^3- + 24H^+ -> [V10O28]^6- + 12H2O}}}
يكون الفاناديوم الخماسي في عشاري الفانادات محاطاً بستّ ربيطات من الأكسيد. لا يتشكّل حمض الفاناديك H3VO4 إلّا عند تراكيز منخفضة جدّاً، لأنّ برتنة الأنواع رباعية السطوح من − [H2VO4] تؤدّي إلى تفضيل تشكّل الأنواع ثمانية السطوح من +[VO2(H2O)4]. في الأوساط الحمضية القويّة (pH < 2) تكون السيطرة للنوع الكيميائي +[VO2(H2O)4]؛ وعند ازدياد التركيز يترسّب الأكسيد V2O5 من المحلول. نظرياً ومن الناحية الكيميائية يعدّ أكسيد الفاناديوم الخماسي أكسيداً حمضياً، ويمثّل أنهيدريد حمض الفاناديك. للفاناديوم الخماسي مقدرةٌ على تشكيل معقدات بيروكسو مختلفة، أشهرها الموجود في الموقع النشط لإنزيمات بروموبيروكسيداز. يكون النوع الكيميائي +VO(O)2(H2O)4 مستقرّاً في المحاليل الحمضية. أمّا في الأوساط القاعدية فإنّ الأنواع الحاوية على مجموعات بيروكسيد يتراوح عددها بين 2-4 هي أنواع كيميائية معروفة؛ وفي الحالة الأخيرة، تتشكّل أملاح بنفسجية لها الصيغة العامة M3V(O2)4 nH2O حيث يمثل الرمز M فلزّاً قلويّاً مثل Li أو Na، ويكون فيها الفاناديوم ثمانيّ التناسق.
الأكاسيد
يعدّ أكسيد الفاناديوم الخماسي (خماسي أكسيد الفاناديوم) V2O5 أهمّ أكاسيد الفاناديوم وأكثر مركّباته أهمّيّةً من الناحية التجارية، إذ يُستخدَم حفّازاً في إنتاج حمض الكبريتيك، وهو تفاعل تُسَخّر فيه مقدرة الفاناديوم على الدخول في تفاعلات الأكسدة والاختزال. من الأكاسيد الأخرى المعروفة للفاناديوم كلّ من أكسيد الفاناديوم الرباعي VO2 وأكسيد الفاناديوم الثلاثي V2O3 وأكسيد الفاناديوم الثنائي VO.
الهاليدات
يُعرَف اثنا عشر هاليداً للفاناديوم، وهي تتبع الصيغة العامة VXn، حيث تتراوح قيمة n من 2-5؛ بالمقابل، فإنّ البعض من الهاليدات غير مستقرّة مثل VI4 أو VCl5 أو VBr5 أو VI5. يستخدم كلوريد الفاناديوم الرباعي VCl4 حفّازاً من أجل بلمرة الدِّيِينَات. تتّسم هاليدات الفاناديوم بأنّها أحماض لويس قوية، خاصّةً هاليدات الفاناديوم الرباعي والخماسي. كما يستطيع العديد من تلك الهاليدات أن يشكّل معقّدات تناسقية ذات الصيغة العامّة VXnL6−n، حيث تمثّل X الهالوجين وL ربيطة أخرى.
إنّ الكثير من الهاليدات الأكسجينية للفاناديوم هي مركّبات معروفة، وهي تتبع الصيغة العامة VOmXn؛ وأكثر تلك المركّبات دراسةً هما مركّبا أوكسي ثلاثي فلوريد الفاناديوم VOF3 وأوكسي ثلاثي كلوريد الفاناديوم VOCl3، واللذان يمتلكان خواصّاً شبيهةً بمركّب POCl3 من حيث التطايرية والبنية رباعية السطوح، وبكونهما من أحماض لويس.

#### المعقدات التناسقية

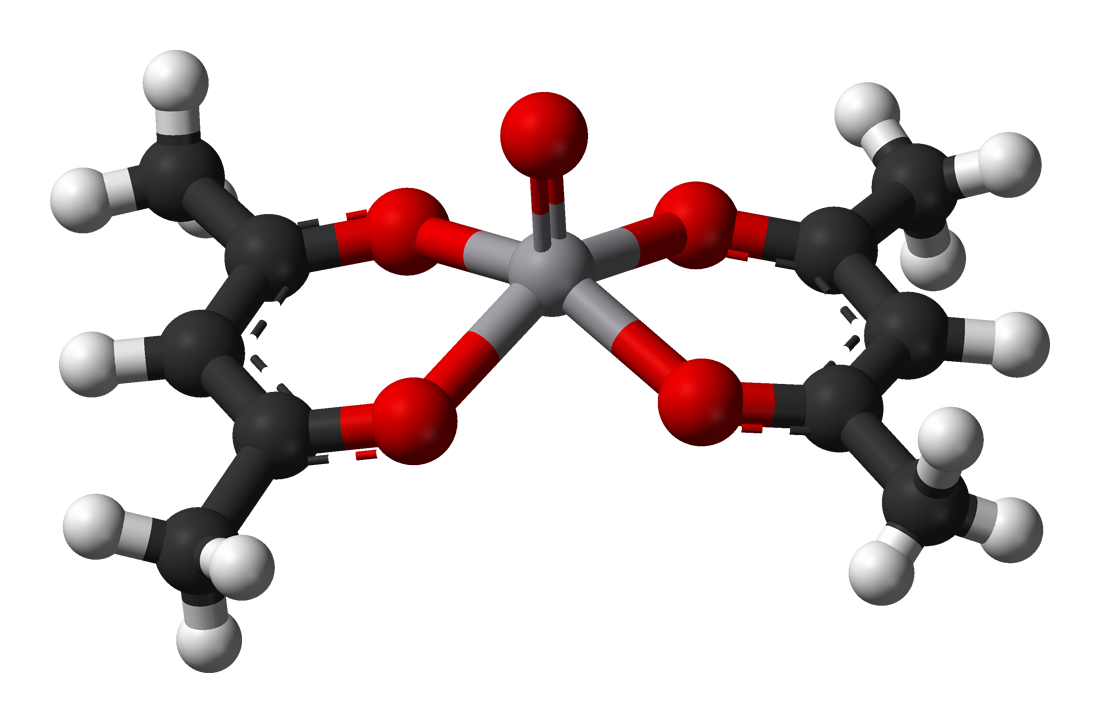
نموذج الكرة والعصا لمعقّد VO(O_{2}C_{5}H_{7})_{2}.

يشكّل الفاناديوم العديد من المعقّدات التناسقية بحالات أكسدة مختلفة. إنّ أيون الفاناديوم كبير نسبياً، ولبعض معقّدات الفاناديوم التناسقية أعداد تناسقية أكبر من 6، كما هو الحال في المعقّد 4−[V(CN)7] (سباعي كربونيل الفاناديوم الثلاثي). يهيمن وجود مركز من أيون الفاناديل 2+VO على الكيمياء التناسقية للفاناديوم الرباعي، والذي يرتبط مع أربع ربيطات أخرى ارتباطاً قوياً، في حين أنّ الارتباط يكون ضعيفاً مع الربيطة الخامسة، والتي تكون متعامدة فراغياً مع مستوي مركز الفاناديل. من الأمثلة على ذلك معقّد أسيتيل أسيتونات الفاناديل VO(O2C5H7)2، والذي يكون فيه الفاناديوم خماسي التناسق، ذا بنيةٍ هرمية مربّعة، ممّا يعني أنّ ربيطةً خامسةً، مثل البيريدين، يمكن لها أن ترتبط بمركز الفاناديوم؛ على الرغم من أنّ ثابت الترابط يكون فيها ضعيفاً. يكون للعديد من معقّدات الفاناديل خماسية التناسق بنية جزيئية هرمية مزدوجة ثلاثية، مثلما هو الحال في معقّد VOCl2(N(CH3)3)2.

#### العضوية
تصف كيمياء الفاناديوم العضوية المركّبات العضوية الفلزّية الحاوية على الرابطة الكيميائية V-C بين الفاناديوم والكربون. ولمركّبات الفاناديوم العضوية أهمّيّة صناعية، إذ تُستخدَم ضمن الحفّازات في مجال كيمياء البوليميرات. ومن الأمثلة عليها ثنائي كلوريد الفانادوسين، والحاوي على وحدة فانادوسين فيه والمُكَوّنة من ذرّة فاناديوم مركزية محصورة بين مجموعتين من أنيون حلقي البنتاديينيل، ولمشتقّاتها تطبيقات في الكيمياء العضوية؛ وكذلك معقّد سداسي كربونيل الفاناديوم V(CO)6، وهو من الأمثلة النادرة على الكربونيلات الفلزّية ذات المغناطيسية المسايرة. يؤدّي اختزال المركّب الأخير إلى الحصول على أيون −V(CO)6 المتساوي إلكترونياً مع سداسي كربونيل الكروم Cr(CO)6؛ ويمكن لذاك الأيون أن يُختزَل أبعدَ من ذلك باستخدام الصوديوم في الأمونيا السائلة للحصول على أيون 3−V(CO)5 المتساوي إلكترونياً مع خماسي كربونيل الحديد Fe(CO)5.

### التحليل الكيميائي
يعطي اختبار اللهب التقليدي لأيونات الفاناديوم لوناً أصفرَ باهتاً، لذلك فإنّه في هذه الحالة يعدّ اختباراً غير انتقائي. يعتمد التحليل النوعي للفاناديوم على تشكيل أيونات بيروكسو الفاناديوم، ولذلك الغرض يضاف محلول حمضي حاوٍ على أيونات الفاناديوم الخماسي إلى كمّيّة قليلة من بيروكسيد الهيدروجين، وبذلك تتشكّل أيونات 3+[V(O2)] ذات اللون الأحمر البنّي المميز. عند وجود كمّيّات أكبر من بيروكسيد الهيدروجين يتشكّل حمض بيروكسو الفاناديوم H3[VO2(O2)2]، ذو اللون الأصفر الباهت.
يمكن الكشف عن الفاناديوم كمياً باستخدام المعايرة. من أجل ذلك الغرض يؤكسَد محلول الفاناديوم والمُحَمَّض بحمض الكبريتيك بواسطة بيرمنغنات البوتاسيوم إلى الفاناديوم الخماسي؛ ثم تجرى معايرة رجعية باستخدام كبريتات الحديد الثنائي، وبوجود ثنائي فينيل الأمين مؤشّراً لونياً؛ كما يمكن أن تجرى المعايرة بأسلوب المعايرة الجهدية. تجرى حديثاً عمليّات التحليل الكمّي للفاناديوم باستخدام طرق مطيافية، مثل مطيافية الامتصاص الذرّي أو مطيافية الأشعّة المرئية وفوق البنفسجية.

## الدور الحيوي
للفاناديوم دورٌ حيويٌ مهمّ في الموائل البحرية. يساهم وجود الفاناديوم في التربة في القيام بعمليّة التركيب الضوئي لدى النباتات، خاصّةً في تشكيل الكلوروفيل؛ كما وُجدَ أنّ لنقص الفاناديوم تأثير على نموّ الجرذان؛ ولكن لا يوجد له دورٌ حيويٌ بالنسبة للإنسان، إذ لم تصنّفه الأكاديمية الوطنية للطبّ في الولايات المتّحدة الأمريكية ضمن المغذّيات الأساسية للبشر، ولم توضع له توصيات بالنسبة لمقادير التناول. إلّا أنّ الأكاديمية الوطنية الأمريكية اللعلوم وضعت الحدّ الأقصى للمدخول المقبول بمقدار 1.8 مغ/يوم.
الإنزيمات

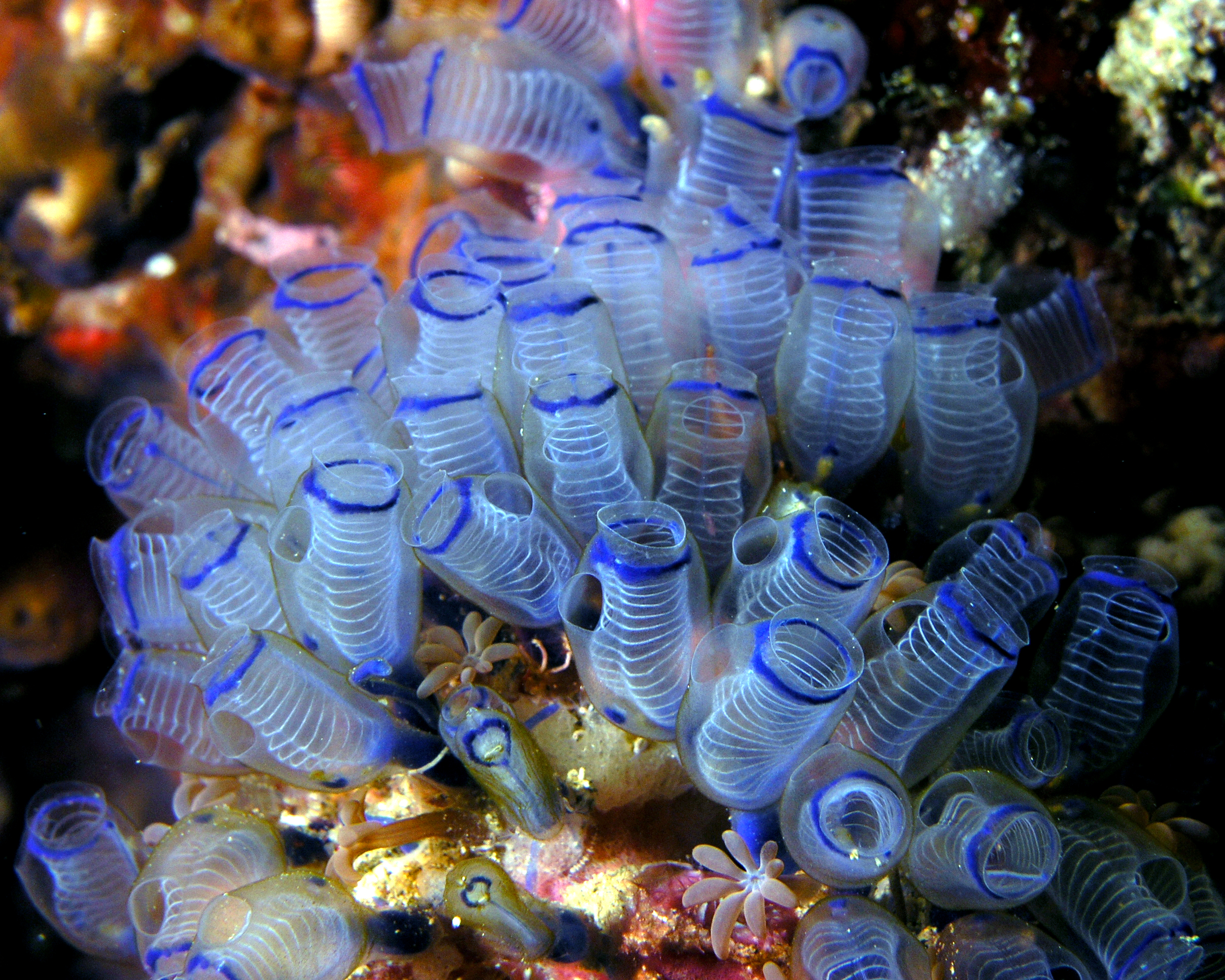
يحوي هذا النوع من الغلاليات على الفاناديوم.

يحوي عددٌ من الكائنات البحرية مثل الطحالب على إنزيمات بروموبيروكسيداز الفاناديوم، ممّا يمكّنها من إنتاج الكثير من مركّبات البروم العضوية طبيعياً؛ إذ يُنتَج على سبيل المثال سنوياً ما يقدّر بزهاء 1-2 مليون طنّ من البروموفورم، و56 ألف طن من برومو الميثان في مياه البحار والمحيطات. في جانبٍ آخر، يُستخدَم نيتروجيناز الفاناديوم من بعض الكائنات الحيّة القادرة على تثبيت النتروجين، مثل البكتريا الآزوتية، إذ يحلّ الفاناديوم فيها مكان الموليبدنوم أو الحديد، ممّا يمنح الإنزيم خواصّاً مختلفةً قليلاً.
الغلاليات
يعدّ الفاناديوم أساسياً لشُعَيبة من الكائنات البحرية يدعى «الغِلاليّات»، وخاصّةً في نوع الكِيسِيّات منها؛ إذ يُخَزّن في الفجوات العصارية داخل أنواعٍ خاصّةٍ من خلايا الدمّ؛ والتي يوجد فيها نوع من البروتينات الفلزّية الحاوية على الفاناديوم، وذلك بتراكيز أكبر بكثير من الوسط المحيط؛ إذ يحوي ماء البحر عادةً على تراكيز من الفاناديوم تتراوح بين 1-2 ميكروغرام/الليتر. لا يزال الدور الحيوي الذي يقوم به الفاناديوم في تلك الكائنات البحرية غير مفهوماً بالشكل الكامل.
الفطور

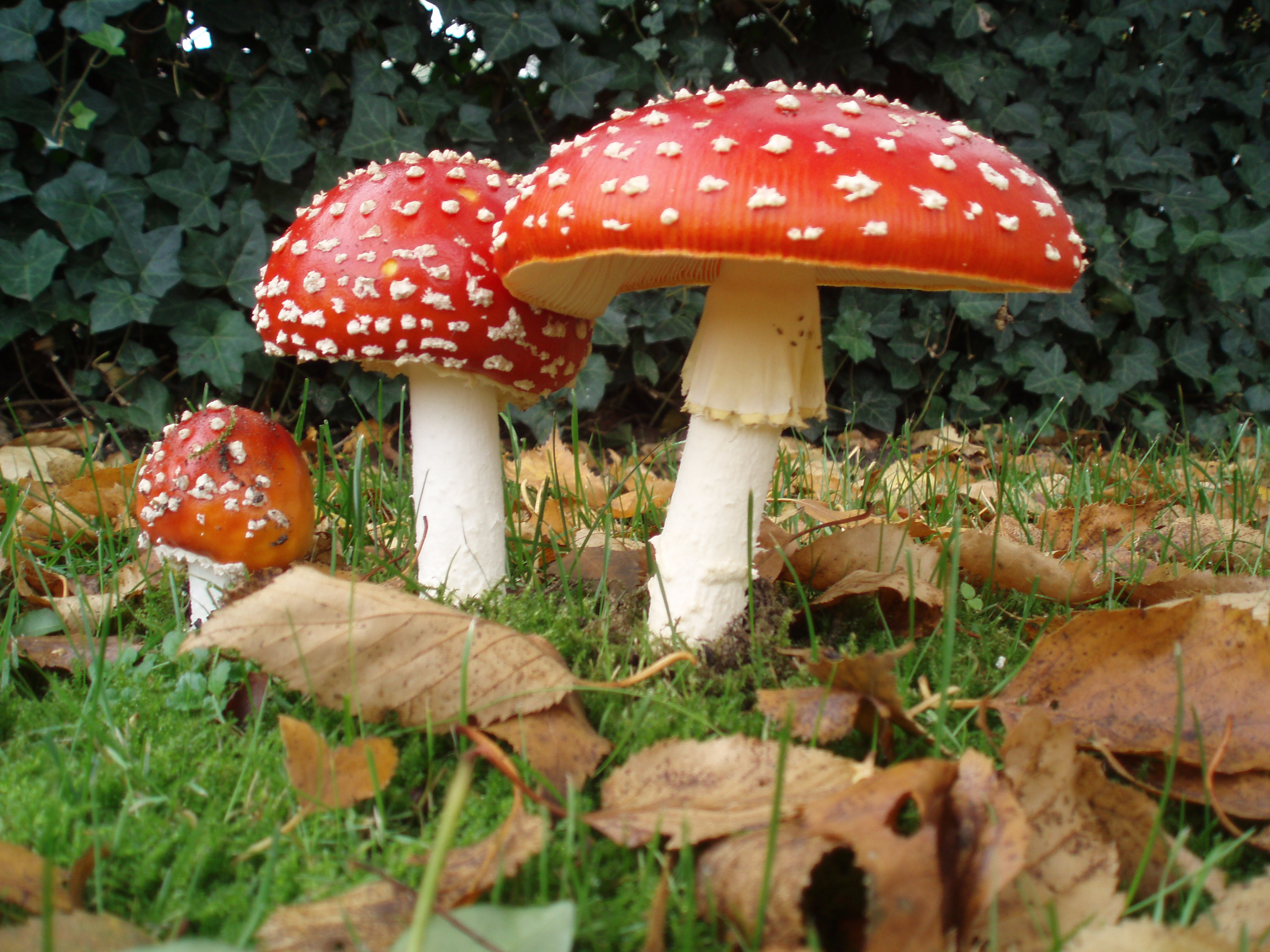
يحوي فطر أمانيت الذباب على الفاناديوم أيضاً.

اكتُشِفَ أنّ بعض أنواع الفطور مثل فطر أمانيت الذباب قادرٌ أيضاً على تخزين الفاناديوم، فهو حاوٍ على أنيون أمافادين، وهو معقّد تناسقي يحوي على الفاناديوم في مركزه. ولا يزال الدور الحيوي للفاناديوم داخل تلك الفطور مبهماً أيضاً؛ وهي لا تزال موضع دراسةٍ وبحث.

### الأبحاث
هناك أبحاثٌ جاريةٌ تقوم بدراسات على احتمالية استخدام مركّب كبريتات الفاناديل مكمّلاً غذائياً من أجل التقليل من مقاومة الإنسولين وتحسين ضبط السكري عند الأشخاص المصابين بذلك المرض؛ إلّا أنّه لا يوجد ما يدعم تلك الدراسات، خاصّةً أنّ الكمّيّة المستخدمة في تلك الدراسات (30-150 مغ) تفوق الحدّ الأقصى الآمن لاستخدام الفاناديوم؛ بالتالي لم تُمنَح التراخيص اللازمة لاستخدام الفاناديوم لذلك الغرض. في مجالٍ آخر، اقتُرِحَ في علم الأحياء الفلكي أن تجمّعات الفاناديوم المكتَشفة على كوكب المريخ، وبالتوافق مع نتائج مطيافية رامان، قد تكون ذات بصمة حيوية ميكروبية.

## الاستخدامات

### السبائك

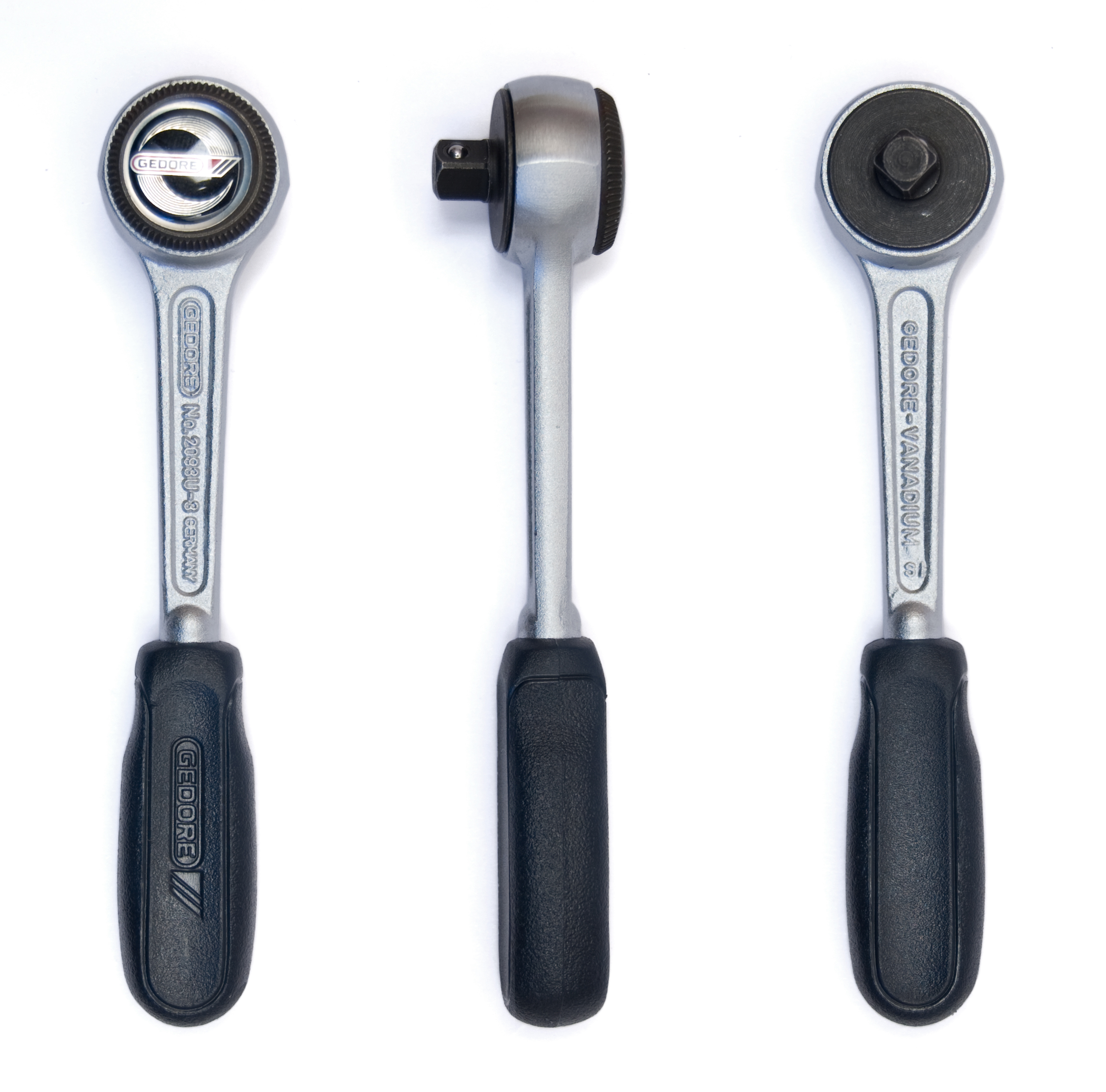
مفتاح سقاطة مصنوع من فولاذ الفاناديوم.

يستخدم قرابة 85% من الفاناديوم المنتَج في صناعة سبائك الفولاذ، وخاصّةً على شكل «فرّوفاناديوم». يضفي وجود كمّيّاتٍ ضئيلةٍ من الفاناديوم في سبائك الفولاذ خواصّاً إضافيةً من حيث الزيادة في المتانة، وذلك يعود أنّ الفاناديوم يشكّل كربيدات ونتريدات مستقرّة، تدعم من متانة الفولاذ. عُرِفَت خاصّية تحسين متانة الفولاذ عبر إضافة الفاناديوم منذ أوائل القرن العشرين؛ ومنذ ذلك الحين دخل فولاذ الفاناديوم في عددٍ من التطبيقات المتنوّعة، مثل صناعة هياكل الدرّاجات الهوائية ومحاور الدوران ومكوّنات عمود المرفق والتروس، وقطعٍ أخرى مهمّة في صناعة المَرْكَبات.
يوجد هناك نوعان من سبائك فولاذ الفاناديوم حسب محتوى هذا العنصر فيها، والتي تنقسم إلى سبائك فولاذ الفاناديوم مرتفعة المحتوى الكربوني، والتي تحوي نسبة من الفاناديوم تتراوح بين 0.15% إلى 0.25%؛ وإلى سبائك فولاذ القطع السريع، والتي تحوي نسبة من الفاناديوم تتراوح بين 1% إلى 5%. يعدّ الصنف الأخير من أنواع فولاذ الأدوات والمستخدَم في صناعة مواد أدوات القطع؛ ويلزم لسبائك فولاذ القطع السريع أن تكون فيها الصلادة وفق اختبار روكويل أعلى من 60. يُستخدَم فولاذ القطع السريع في صناعة الأدوات الجراحية وأدوات العدد الصناعية. يضاف الفاناديوم على هيئة كربيد بنسبة تصل إلى 18% إلى سبائك المساحيق، ممّا يرفع من مقاومتها ضد الاهتراء ارتفاعاً كبير؛ وتُستخدَم تلك السبائك في صناعة أدوات العدد الصناعية وفي صناعة أنصال السكاكين.
يعمل الفاناديوم على تثبيت الشكل بيتّا من التيتانيوم، كما يزيد من المتانة والثباتية الحرارية لذلك الفلز؛ وتعدّ سبيكة التيتانيوم الحاوية على 2.5% من الفاناديوم من الخيارات الممتازة في صناعة معدّات صناعة الفضاء والطيران، وفي صناعة المعدّات العسكرية، بالإضافة إلى صناعة مكوّنات الدرّاجات الهوائية. وعندما يُمزَج الفاناديوم مع الألومنيوم في سبائك التيتانيوم، فإنّ تلك السبائك تُستخدَم في صناعة المحرّكات النفاثة وهياكل الطائرات، وفي تركيب زَرْعات الأسنان؛ ومن الأمثلة الشائعة عليها سبيكة Ti-6Al-4V، وهي سبيكةٌ للتيتانيوم حاويةٌ على 6% ألومنيوم و4% فاناديوم.
تبدي العديد من سبائك الفاناديوم خواصّاً موصلية فائقة؛ وكانت أوّل مادّة مطوَّرة من أطوار A15 ذات الموصلية الفائقة تابعةً لمركّب V3Si المكتَشف سنة 1952. يُستخدَم شريطٌ من سبيكة الفاناديوم والغاليوم في صناعة المغانط ذات الموصلية الفائقة (17.5 تسلا أو 175,000 غاوس)؛ وتكون بنية أطوار A15 من V3Ga مشابهةً للبنى المصنوعة من النيوبيوم، مثل Nb3Sn أو Nb3Ti الأكثر شيوعاً. وُجِدَ أنّ إضافة كمّيّاتٍ نزرةٍ من الفاناديوم إلى الفولاذ الهندواني (فولاذ ووتز) تحسّن المتانة تحسناً كبيرٍ، وتضفي عليه نمطاً ظاهرياً مميّزاً من الزخرفة؛ ولا يزال مصدر الفاناديوم في عيّنات الفولاذ الهندواني الأصلية مجهولاً، والتي كانت مستخدمةً في الماضي في صناعة الفولاذ الدمشقي.

### التحفيز

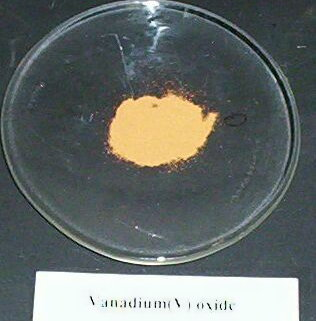
يُستخدَم أكسيد الفاناديوم الخماسي (خماسي أكسيد الفاناديوم) حفّازاً في إنتاج حمض الكبريتيك.

تُستخدَم مركبات الفاناديوم بشكلٍ كبيرٍ في مجال التحفيز؛ وأكثرها أهميّةً هو أكسيد الفاناديوم الخماسي (خماسي أكسيد الفاناديوم V2O5) المستخدم حفّازاً في إنتاج حمض الكبريتيك وفق عملية التلامس. وفي هذه العملية تتغيّر حالة أكسدة ذرّة الكبريت من +4 إلى +6 (تفاعل أكسدة)، أمّا حالة أكسدة ذرّة الفاناديوم فتتغيّر من +5 إلى +4 (تفاعل اختزال) وفق التفاعل التالي:
{\displaystyle {\ce {V2O5 + SO2 -> 2 VO2 + SO3}}}
ويعاد تدوير الحفّاز بالأكسدة بأكسجين الهواء:
{\displaystyle {\ce {4 VO2 + O2 -> 2 V2O5}}}
وفي النهاية يتأكسد في العملية ثنائي أكسيد الكبريت إلى ثلاثي أكسيد الكبريت. بشكلٍ مماثلٍ يُستخدَم خماسي أكسيد الفاناديوم في إنتاج أنهيدريد المالييك وأنهيدريد الفثاليك والعديد من المركّبات العضوية الأخرى، بأسلوبٍ يوافق مبادئ الكيمياء الخضراء وتحديداً تحويل مواد أوّليّة رخيصة الثمن إلى مركّبات وسيطة مهمّة متنوّعة الاستخدام. كما يعدّ الفاناديوم مكوّناً مهمّاً في مزيجٍ من الأكاسيد الفلزّية المستخدَمة كحفّازات في أكسدة البروبان والبروبيلين إلى أكرولين أو حمض الأكريليك؛ أو بالأكسدة الأمونية للبروبيلين إلى أكريلونتريل. يساعد تغيّر حالة أكسدة الفاناديوم في إنجاز تلك العمليّات، وبشكلٍ يعاد فيه تدوير الحفّاز بشكل سهل نسبياً.

### متفرقات
يُستخدَم أكسيد الفاناديوم الرباعي (ثنائي أكسيد الفاناديوم VO2) في إنتاج مواد تغطية الزجاج، والتي تساهم في حجب الأشعّة تحت الحمراء وبشكل يسمح للضوء المرئي بالعبور، وذلك عند درجات حرارة محدّدة. كما يضاف أكسيد الفاناديوم بكمّيّات قليلة إلى السامور للحصول على ألوان تشابه ألوان مجوهرات الألكسندريت. يُستخدَم خماسي أكسيد الفاناديوم في صناعة الخزف والسيراميك. في جانبٍ آخر، يمكن أن تُستخدَم أيونات الفانادات من أجل وقاية الفولاذ ضد التآكل أو الصدأ عن طريق عمليات التغطية التحويلية. كما تُستخدَم رقائق الفاناديوم في عمليات إكساء التيتانيوم على الفولاذ، لأنها متوافقة كيميائياً مع الحديد والتيتانيوم.
تعدّ بطارية الفاناديوم، والمستخدمة تجارياً من أجل تخزين طاقة الشبكات، نوعاً من بطّاريات التدفق؛ وهي خلية كهركيميائية تتألّف من محلول مائي من أيونات الفاناديوم في حالات أكسدة مختلفة. كما يُقترَح إشراك الفاناديوم مع الليثيوم في تركيب الأقطاب الكهربائية في عددٍ من خلايا أيون الليثيوم الكهربائية. بما أنّ المقطع العرضي الحراري لالتقاط النيوترون متوسّط القيمة نسبياً، وبسبب قصر عمر النصف النسبي لنظائر الفاناديوم المشعّة المتشكّلة عند التقاط النيوترونات، فلذلك يعدّ الفاناديوم مادةً مناسبةً من أجل تبطين مفاعلات الاندماج النووي.

## المخاطر
وُجدَ أنّ لمركّب كبريتات الفاناديل VOSO4 رباعي التكافؤ تأثيرٌ سمّيٌّ أكبر بزهاء 5 أضعاف من أكسيد الفاناديوم الثلاثي V2O3؛ كما بيّنت إحدى الدراسات أنّ الفاناديوم الخماسي ذو تأثير مسرطن على الجرذان والفئران، إلّا أنّ تلك الدراسة كانت محطّ جدلٍ، خاصّةً أنّ وكالة حماية البيئة الأمريكية لم تدرج الفاناديوم ضمن المسرطنات. بالرغم من ذلك، فإنّ مؤسسة البحوث الألمانية صنّفت الفاناديوم ومركّباته اللاعضوية ضمن المسرطِنات. وضعت إدارة السلامة والصحّة المهنية الأمريكية حدّ التعرّض من غبار خماسي أكسيد الفاناديوم بمقدار 0.05 مغ/م3؛ وبمقدار 0.1 مغ/م3 لأبخرته في جوّ مكان العمل، وذلك بالنسبة لوقت عمل يتألّف من ثمانِ ساعاتٍ يوميّاً، ما يعادل 40 ساعة في الأسبوع. أمّا المعهد الوطني للسلامة والصحّة المهنية فحذّر أنّ التعرّض للفاناديوم بمقدار 35 مغ/م3 يعدّ ذا خطورةٍ فوريةٍ للحياة أو الصحّة. وجدت التجارب على الجرذان أنّ استنشاق الفاناديوم ومركّباته يؤدّي إلى حدوث تأثيرات ضارّة على الجهاز التنفسّي؛ وكذلك على حالة الدمّ؛ والكبد؛ والجهاز العصبي؛ بالإضافة إلى أعضاء وأجهزة أخرى.
يعدّ وجود آثارٍ من الفاناديوم ضمن وقود الديزل من المسبّبات الرئيسية لحدوث التآكل عند درجات الحرارة المرتفعة؛ إذ عند احتراق الوقود يتأكسد الفاناديوم ويتفاعل مع آثار من الصوديوم والكبريت ليعطي مركّبات الفانادات، والتي لها نقطة انصهار منخفضة نسبياً، تصل إلى قيمة دنيا تقارب 530 °س؛ ممّا يؤدّي إلى تشكيل نقطة ضعف في نظام تخميل الفولاذ، ممّا يجعله عرضةً للتآكل.